# Nikumaroro
Nikumaroro est un atoll des îles Phœnix, appartenant à la république des Kiribati.
Si l'atoll a perdu beaucoup de coraux, quantité de poissons s'y nourrissent encore, contribuant au rétablissement des récifs qu'ils nettoient.

## Géographie

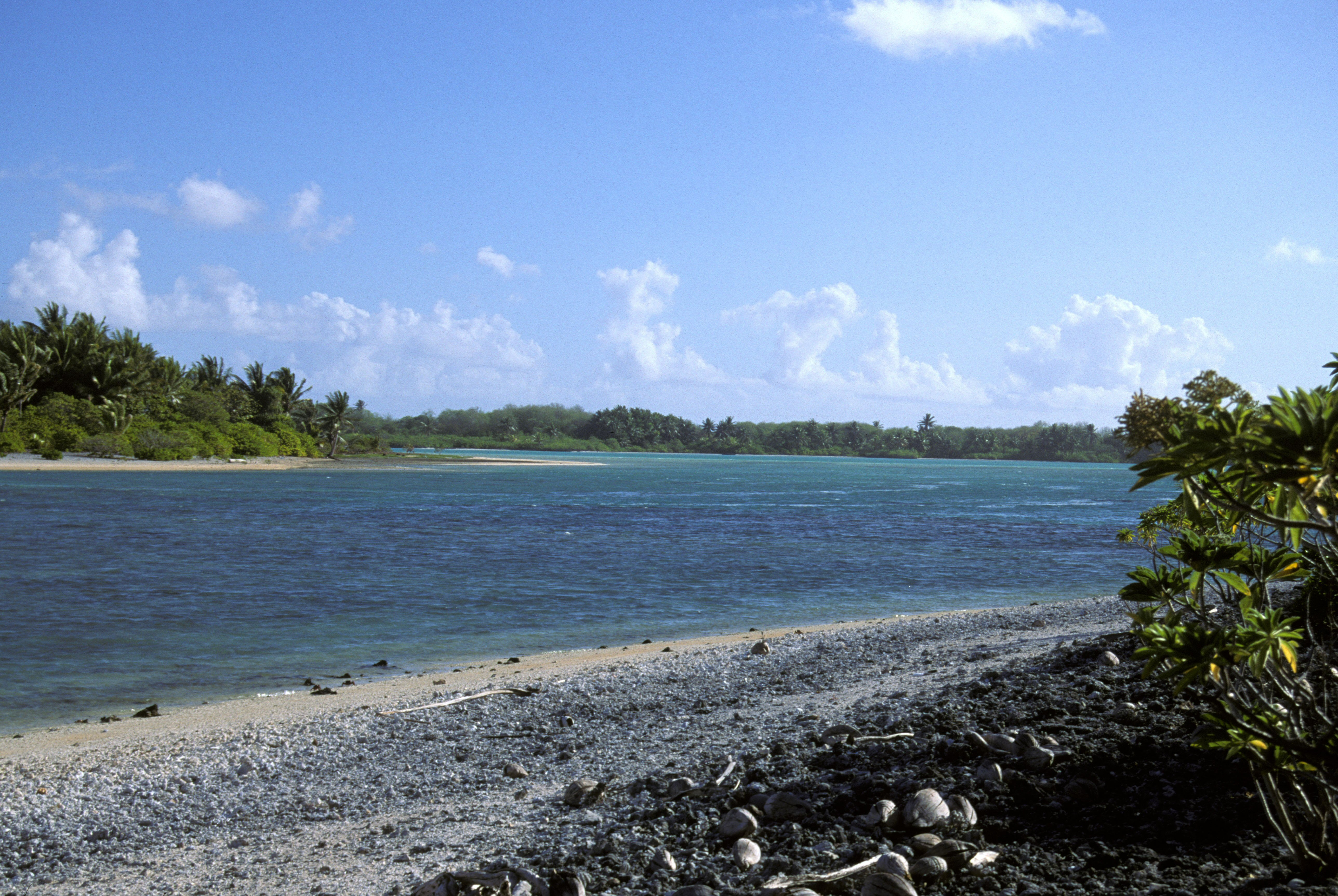
Vue depuis les ruines du village de colonisation de l'entrée de la passe de Tatiman qui donne accès au lagon.

L'atoll de Nikumaroro (ex île Gardner) a la forme d'une virgule orientée selon un axe nord-ouest/sud-est. C'est un atoll inhabité. C'est un atoll typique de l'océan Pacifique, situé juste au sud de l'équateur. Il mesure 7 km de long et 2 km de large. Il s'est développé sur le sommet d'un cône volcanique sous-marin dont il suit la forme en virgule.
Le récif est soumis deux fois par jour à des marées d'amplitude égale. Il se compose de deux parties.

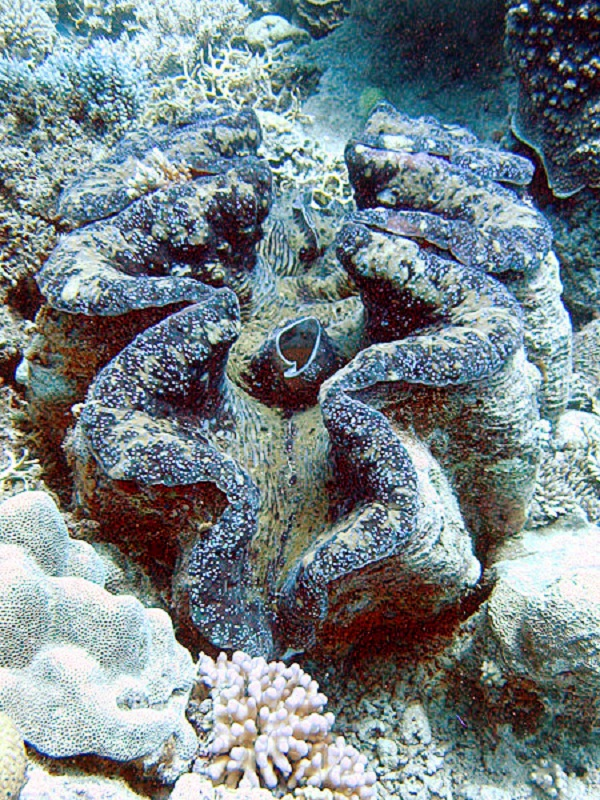
Tridacna gigas.

### Toponymie
L'administration du I Kiribati a donné des noms aux différentes zones de l'atoll. D'après la carte de Tighar, ce sont (en tournant dans le sens des aiguilles d'une montre) :
- Nutiran est le secteur de la pointe en forme de bulbe de l'atoll[3] ; c'est sur ce promontoire (motu) développé que se sont réfugiés les survivants du naufrage du SS Norwich City (en) ;
- Taraia est sur le côté nord du lagon[4] ;
- Aukaraime Nord est la partie sud-est de l'atoll, là où se situe le site Sept[5] ;
- Ameriki est la pointe sud-est, site d'une ancienne base US du système LORAN[6] ; ce site est responsable du partage de l'Auraraime initial en deux parties ;
- Aukaraime Sud est situé sur le rivage sud de l'atoll, face à Aukaraime-nord[7] ;
- Tekibeia est situé à l'ouest de la passe de Baureke[8] ;
- Noriti est situé à l'ouest de Tekibeia[9] ;
- Ritiati est le site du village de colonisation, au sud de la passe de Tatiman[10].

Tighar a soigneusement localisé ses fouilles et ses trouvailles par rapport à cette toponymie.

### Récif frangeant
Les flancs du volcan sous-marin, base de l'atoll, sont couverts d'un récif déchiqueté, rugueux, entaillés de profondes vallées (canyons). Les bords du récif frangeant sont constamment martelés par l'eau des vagues et du ressac. Ce récif forme un platier qui s'interrompt par une zone sous-marine abrupte dont la pente de 40° s'accentue à partir d'une terrasse située à 50 m. La profondeur atteint 1 300 mètres.
La surface battue par le ressac est relativement horizontale et régulière, atteignant, au nord-ouest de l'île, une largeur et une longueur suffisante pour permettre l'atterrissage d'un bimoteur du type Lockheed Electra. Elle est constituée de corail plus ou moins compact. Le récif se rétrécit à partir de la coupure de la passe de Tatiman qui fait communiquer le lagon et l'océan. Cette partie du récif est exondée à marée basse, recouverte d'une mince lame d'eau.

### Récif intérieur
Une zone récifale moins soumise à la force des vagues double le récif frangeant avec des massifs coralliens déchiquetés et des trous plus ou moins profonds. À marée basse, elle est recouverte d'une lame d'eau d'au moins 1 mètre de hauteur qui permet à des requins de récif de se déplacer.

### Lagon
Le lagon est délimité par la barrière du récif. Une légère crête l'isole du récif. Sa profondeur ne dépasse pas 5 mètres. Il est parsemé de têtes de corail affleurantes et des morceaux de récif, rendant la navigation dangereuse et interdisant l'amerrissage des hydravions. Il est alimenté par les débris de corail arrachés par l'océan au platier. Selon les endroits, une petite plage peut se développer au pied d'une crête exondée qui s'élève à un ou deux mètres sur quelques dizaines de mètres de largeur.

### Motus
Un motu est la crête exondée qui domine le lagon. Ce motu constitué de débris coralliens et de sable divers se développe au nord-est de l'atoll (secteur de Noriti) et va en s'amincissant à environ 150 m sur le côté est de l'atoll. Tout autour de l'atoll, le motu est bordé côté récif pas une plage de sable d'origine corallienne mince de quelques mètres.

### Passes
Deux passes interrompent le récif et le motu. Ce sont :
- la passe Tatiman au nord-est, ouvrant un passage assez large entre le motu de Nutiran et celui de Ritiati-Noriti-Tekibeia[11] ;
- la passe de Baureke entre le motu de Tekibeia et Aukaraime Sud, passage étroit[12].

Il n'y a aucune passe qui interrompt les motu de Taraïa-Aukaraime Nord.

### Sites remarquables
Selon les descriptions de l'association Tighar auxquelles nous nous référons (partiellement traduites et transposées), deux sites remarquables sont en relation avec des naufrages ou des naufragés.

#### Naufrage duNorwich City
Le bateau SS Norwich City (en) s'est échoué sur l'atoll de Nikumaroro le 28 novembre 1926 sur le rivage nord-ouest, face à Nutiran, au nord de la passe de Tatiman. Les naufragés ont séjourné une dizaine de jours sur Nutiran où ils ont laissé une cache de ravitaillement sur le lieu de leur abri.
L'épave a été lentement démantelée par les tempêtes et les vagues déferlantes. Il en reste des morceaux imposants sur le récif.

#### Site Sept
Le site Sept s’étend sur une crête et une pente du rivage de la côte nord-est de l’atoll de Nikumaroro. Il se situe à environ 1,1 km de la pointe sud-est de l’île et juste à l’ouest d’une clairière naturelle en forme de chiffre sept, d’où son nom.
Le site est densément végétalisé par Scaevola frutescens (mao). Un grand Tournefortia (ren) trône sur la crête du rivage corallien près du côté nord-est du site. Ce “grand ren" – ou ses ancêtres – peut être identifié sur les photos aériennes au début des années 1900. La forêt de Pisonia grandis (buka) commence juste au nord-ouest du site et se poursuit sporadiquement jusqu’au cap nord, entrelacée et bordée sur les rivages de l’océan et du lagon par de denses fourrés de mao. Le site a été identifié par Tighar en 1996, une portion a été dégagée en 2001. Une des principales caractéristiques de sa surface fut un réservoir d’eau en acier (d’un mètre de côté, étiqueté “Police de Tarawa” et contenant six demi coques de noix de coco) ainsi qu’un trou grossièrement circulaire d’environ 1,5 mètre de diamètre et 1 mètre de profondeur, avec un côté du creusement éboulé du côté nord-ouest.

##### Stratigraphie
Le rivage sur lequel s’étend le site Sept est composé de débris de corail projetés par l’action des vagues, stabilisés par la végétation. Il y a une petite accumulation de sol, bien que le filtrage ait produit une petite quantité de matériel humique. La surface est quelque peu déprimée, créant en vrac une “armure” ou “pavage” de cailloux de corail de forme irrégulière et de plus gros morceaux de débris. Immédiatement sous cette “armure” est une fine couche de plus ou moins petits morceaux de corail ; il y a là le sol humique et la plupart du matériel culturel y a été trouvé. En dessous de ce niveau, les morceaux deviennent plus gros de nouveau ; à environ 1 mètre de profondeur, il y a plus ou moins du corail solide avec de très grandes cavités emplies de débris.

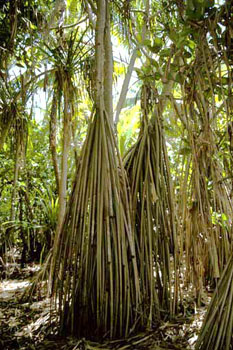
Grand arbre de Pandanus sp. Notez les longues racines échasses leur permettant de vivre longtemps en milieu salé. Ils ont peut-être été plantés comme espèce vivrière dans le cadre du projet d'établissement des îles Phoenix.

##### Végétation
La végétation qui entoure la clairière en forme de sept est celle qui recouvre l'île. Le sol de la clairière est naturellement nu du fait de la carapace mais la végétation arbustive tend à envahir les lieux peu à peu. On distingue deux strates dans la végétation qui entoure le site :
- La strate arbustive faite d'une épaisse brousse à Scaevola frutescens[15] ;
- La strate arborée "naturelle" est faite d'arbres épars comme le Tournefortia argentea[16] (6 à 10 m de hauteur), de bosquets de Pisonia grandis[17] (20 m de hauteur), de Cordia subcordata[18] (Kanawa trees) et des Pandanus sp.... Cette strate a été défrichée lors de la colonisation de l'île en 1938 et des cocotiers ont été plantés en vue de produire du coprah.

Le détail de la végétation de l'atoll a cité les principales espèces végétales. Nous avons peu d'informations sur une strate herbacée. Il convient d'ajouter les espèces d'algues qui peuplent le lagon.

##### Faune

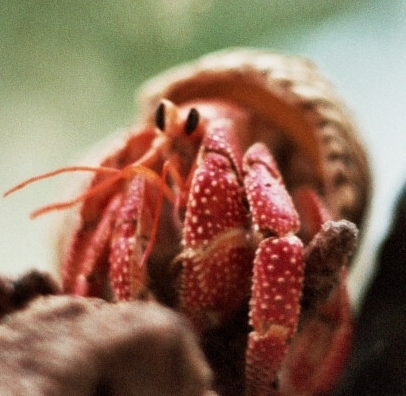
Coenobita perlatus, le crabe « fraise ».

La faune de l'atoll est surtout composée d'invertébrés parmi lesquels il faut citer le crabe des cocotiers (crustacé terrestre) et des petits crabes "fraises". Il faut y ajouter les mille-pattes et des colonies d'oiseaux de mer, des frégates et le rat polynésien.
La faune marine est abondante avec les coquillages (Tridacnes sp.) auxquels s'ajoutent les poissons de récif, notamment le poisson-pierre (dangereux voire mortel sans soins appropriés).

## Préhistoire
Un site, Kanawa Point, situé entre Noriti et Tekibeia, a été caractérisé par un important gisement de coquilles de tridacne géant vides portant des traces d'ouverture forcée. Les repérages de Tighar ont constaté que ces coquillages étaient cimentés et qu'il pouvait s'agir de traces d'un habitat préhistorique.
Cet endroit semble avoir été sacré dans la mythologie micronésienne, voué à la divinité Nei Manganibuka et aux manifestations de l'esprit de Maneaba.

## Histoire
L'atoll de Nikumaroro a été connu sous divers noms, tôt au 19e siècle : île Kemins, île Kemis, Motu Oonga, Motu Oona, et île Mary Letitia. La première mention d'une exploration européenne a été réalisée par le capitaine C. Kemiss (ou Kemin, Kmeish) du navire baleinier Eliza Ann en 1824. Le 19 août 1840, le USS Vincennes de la mission US d'exploration confirma la position et enregistra le nom de l'atoll comme Île Gardner, nom donné à l'origine par Joshua Coffin du navire de Nantucket, le baleinier Ganges. Selon certaines sources, il est dit que l'île fut ainsi nommée après l'intervention du membre du Congrès US propriétaire du Ganges, Gardner était capitaine du navire à l'époque, le doute subsiste dans l'enregistrement officiel pour savoir si Gardner et Coffin étaient à bord quand l'île fut localisée en 1825.
L'île a fait l'objet d'une tentative de peuplement de 1938 à 1963 alors qu'elle était encore sous administration britannique. Elle est finalement évacuée en raison de l'irrégularité de l'approvisionnement naturel de ses ressources en eau douce et des sécheresses qui en découlent.

## Affaire Amelia Earhart
En 1938, l'administrateur autochtone Magistrate Teng Koata est avisé de la découverte au sud-ouest de l'île d'un crâne humain. Il le fait inhumer dans le lieu dit "site Sept". En 1940, l'administrateur britannique Gerald Gallagher est informé de cette découverte et fait fouiller le site Sept. Il y trouve les restes d'un squelette humain — treize os dont un crâne et la mâchoire inférieure — qu'il envoie pour expertise aux îles Fidji, où l'on conclut que ces restes sont probablement ceux d'un sujet de sexe masculin. Cet avis exclut qu'il pût s'agir des restes de l'aviatrice Amelia Earhart, disparue dans la région en 1937. L'expertise de 1941 est aujourd'hui mise en doute mais les treize os ont disparu ce qui empêche de les soumettre à des tests plus modernes. L'affaire est relancée lorsqu'en 2010, de nouveaux restes sont retrouvés par une équipe de chercheurs universitaires, bien que l'analyse ADN ne permette finalement pas de confirmer que ces fragments soient d'origine humaine.
En 2017, des anthropologues experts en médecine légale de l'université du Tennessee prouvent, grâce à l'informatique appliquée aux mesures effectuées sur les ossements disparus, comparées aux données biométriques de l'aviatrice, avec une certitude de 99 %, que les restes retrouvés en 1940 seraient ceux d'une personne ressemblant à l'aviatrice Amelia Earhart à 99% de certitude.

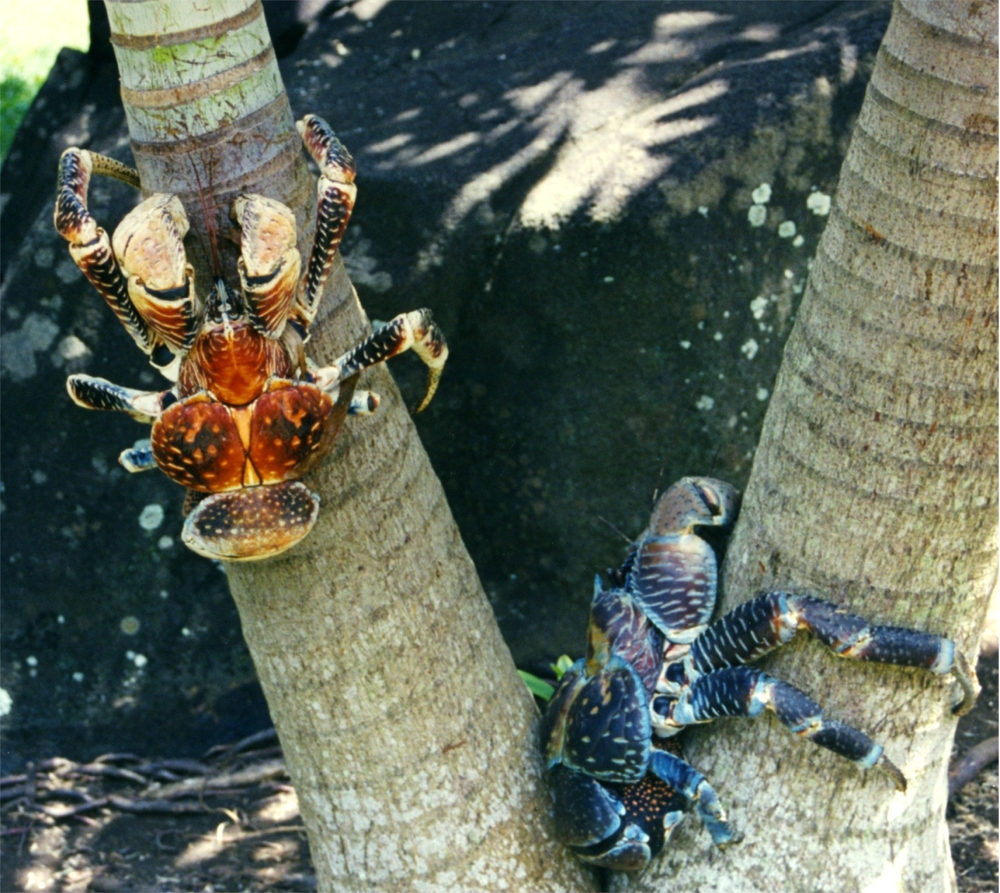
Le crabe des cocotiers ou crabe voleur : Birgus latro (Bora-Bora). Individus de plusieurs couleurs.